# Jo Eun-sook
Jo Eun-sook (7 de agosto de 1970) es una actriz surcoreana.

## Carrera
Ganó el premio a Mejor Actriz de reparto en los Blue Dragon Film Awards por su representación en The Day a Pig Fell into the Well (1996).

## Filmografía

### Cine
| Año  | Título                           | Rol                         | Notas                 |
| ---- | -------------------------------- | --------------------------- | --------------------- |
| 1994 | Pear and Peach Flowers           | reportera del Yanbian Daily |                       |
| 1995 | The Hair Dresser                 | maquillista                 |                       |
| 1996 | The Day a Pig Fell into the Well | Min-jae                     |                       |
| 1996 | Final Blow                       | Sam-soon                    |                       |
| 1997 | My Father and Mother             | Yeom Mi-ran                 |                       |
| 1998 | Timeless Romance                 | Kwan                        | Hong Kong film        |
| 1998 | Naked Being                      | Eun-sook                    |                       |
| 2000 | Black Honeymoon                  | Jung Eun-jin                |                       |
| 2003 | Plastic Tree                     | Won-young                   |                       |
| 2004 | Twentidentity                    |                             | segmento: "Innocence" |
| 2005 | The Windmill Palm Grove          | Shim Bong-ae                |                       |
| 2014 | Bean Sprouts                     | In-sook                     |                       |

### Series
| Año  | Título                                                   | Red  |
| ---- | -------------------------------------------------------- | ---- |
| 1997 | TV Novel: Walking on the Road with My Son                |      |
| 1997 | Propose                                                  | KBS1 |
| 1997 | Yesterday                                                | MBC  |
| 1997 | Beautiful Crime                                          | SBS  |
| 1998 | Legendary Ambition                                       | KBS2 |
| 1999 | Hometown of Legends "Living Tomb"                        | KBS2 |
| 2000 | Golbangi                                                 | SBS  |
| 2000 | Three Friends                                            | MBC  |
| 2001 | Lipstick                                                 | iTV  |
| 2001 | MBC Best Theater "The Story of My Fiancee"               | MBC  |
| 2001 | Great Friends 2                                          | KBS2 |
| 2003 | Summer Scent                                             | KBS2 |
| 2004 | Drama City "백수와 건달"                                 | KBS2 |
| 2004 | Miss Kim's Million Dollar Quest                          | SBS  |
| 2004 | Drama City "행운 반납"                                   | KBS2 |
| 2004 | Drama City "Rina Decides to Die"                         | KBS2 |
| 2004 | Drama City "Our Family"                                  | KBS2 |
| 2004 | Drama City "Run, Keum-joo, Run"                          | KBS2 |
| 2005 | Spring Day                                               | SBS  |
| 2005 | TV Novel: Wind Flower                                    | KBS1 |
| 2005 | Drama City "Ask, Memory"                                 | KBS2 |
| 2005 | My Rosy Life                                             | KBS2 |
| 2005 | Drama City "Mr. Shin's Day"                              | KBS2 |
| 2006 | The 101st Proposal                                       | SBS  |
| 2007 | The Innocent Woman                                       | KBS2 |
| 2007 | Hometown Over the Hill                                   | KBS1 |
| 2008 | Opojol                                                   | OBS  |
| 2008 | Hometown of Legends "Child, Let's Go to Cheong Mountain" | KBS2 |
| 2009 | High Kick Through The Roof                               | MBC  |
| 2010 | President                                                | KBS2 |
| 2012 | God of War                                               | MBC  |
| 2012 | My Daughter Seo-young                                    | KBS2 |
| 2012 | The Innocent Man                                         | KBS2 |
| 2013 | Pots of Gold                                             | MBC  |
| 2013 | Dream of the Emperor                                     | KBS1 |
| 2014 | Drama Special "The End of Summer"                        | KBS2 |
| 2015 | Love on a Rooftop                                        | KBS2 |